# Jan Bruin (voetballer)
Jan Bruin (Hollum, 30 september 1969) is een Nederlands voormalig voetballer.

## Carrière
Bruin debuteerde in het betaalde voetbal in het seizoen 1991/1992 voor Cambuur Leeuwarden. Bruin speelde tot en met 1995 voor Cambuur, waarvan twee jaar in de Eredivisie. Bruin vervolgde zijn carrière bij FC Zwolle, waar hij ruim twee jaar speelde. Via FC Volendam keerde hij weer terug bij Cambuur, waar hij vervolgens nog vijf jaar in de aanval stond. Na die periode bij Cambuur leek Bruin afgeschreven voor het betaalde voetbal, maar in 2005 tekende hij bij Stormvogels Telstar. Bij Stormvogels Telstar liet hij zien het scoren nog niet verleerd te zijn. Bruin zou na het seizoen 2006/2007 stoppen, maar in april 2007 kwam Bruin op dat voornemen terug, mede omdat hij op dat moment al 16 keer trefzeker was geweest. Hij tekende een jaar bij tot de zomer van 2008 en stopte hierna met het spelen van betaald voetbal.
Bruin wordt gezien als de beste voetballer van Ameland. Hij staat bekend om zijn openheid en de positieve manier waarop hij supporters benaderde. Liefhebbers waren dol op het speciale loopje van Bruin, dat hij jarenlang na ieder doelpunt uitvoerde: met lange passen en draaiend met gestrekte armen naar zijn supporters.
Bruin is vanaf het seizoen 2008/2009 weer terug bij Cambuur, als commercieel medewerker. Hij is ook jeugdtrainer bij Cambuur. Vanaf 2013 is hij assistent coach bij het eerste elftal. Bruin woont in Tzum.

### Carrièrestatistieken
| Seizoen | Club                | Land      | Competitie     | Wed. | Goals |
| ------- | ------------------- | --------- | -------------- | ---- | ----- |
| 1991/92 | Cambuur Leeuwarden  | Nederland | Eerste divisie | 2    | 0     |
| 1992/93 | Cambuur Leeuwarden  | Nederland | Eredivisie     | 18   | 1     |
| 1993/94 | Cambuur Leeuwarden  | Nederland | Eredivisie     | 22   | 2     |
| 1994/95 | Cambuur Leeuwarden  | Nederland | Eerste divisie | 22   | 5     |
| 1995/96 | Cambuur Leeuwarden  | Nederland | Eerste divisie | 10   | 4     |
| 1995/96 | FC Zwolle           | Nederland | Eerste divisie | 22   | 6     |
| 1996/97 | FC Zwolle           | Nederland | Eerste divisie | 33   | 14    |
| 1997/98 | FC Zwolle           | Nederland | Eerste divisie | 34   | 18    |
| 1998/99 | FC Volendam         | Nederland | Eerste divisie | 12   | 6     |
| 1999/00 | FC Volendam         | Nederland | Eerste divisie | 22   | 10    |
| 2000/01 | Cambuur Leeuwarden  | Nederland | Eerste divisie | 24   | 8     |
| 2001/02 | Cambuur Leeuwarden  | Nederland | Eerste divisie | 26   | 16    |
| 2002/03 | Cambuur Leeuwarden  | Nederland | Eerste divisie | 31   | 19    |
| 2003/04 | Cambuur Leeuwarden  | Nederland | Eerste divisie | 33   | 10    |
| 2004/05 | Cambuur Leeuwarden  | Nederland | Eerste divisie | 19   | 8     |
| 2005/06 | Stormvogels Telstar | Nederland | Eerste divisie | 32   | 14    |
| 2006/07 | Stormvogels Telstar | Nederland | Eerste divisie | 37   | 18    |
| 2007/08 | Stormvogels Telstar | Nederland | Eerste divisie | 35   | 5     |
| Totaal  | Totaal              | Totaal    | Totaal         | 433  | 164   |